# Готфрид II (Цигенхайн)
Готфрид II фон Цигенхайн (на немски: Gottfried II von Ziegenhain; * ок. 1156, † сл. 1205) от род Цигенхайн, e граф на Цигенхайн (1189 – 1200).

## Произход и наследство
Той е вторият син на граф Рудолф II фон Цигенхайн (1132 – 1188) и съпругата му Мехтхилд, сестра и наследничка на граф Бертхолд II († пр. 1205) от Графство Нида. Внук е на граф Готфрид I фон Цигенхайн.
Готфрид II наследява баща си като граф на Цигенхайн. Той е наследен като граф на Цигенхайн през 1200 г. от по-малкия му брат Лудвиг I (1167 – 1229), от 1205 също граф на Нида.

## Фамилия
Готфрид се жени за Хайлвиг фон Липе (* ок. 1186, † сл. 1244), дъщеря на Бернхард II фон Липе. Те имат един син:
- Рудолф IV (* най-късно 1195; † 1250), който е много малък при смъртта на баща му и не става негов наследник. През януари 1243 г. той подарява цялата си собственост на своите васали, рицари, прислужници и на братовчед си Бертхолд I.